# Цинкгреф, Юлиус Вильгельм
Юлиус Вильгельм Цинкгреф (нем. Julius Wilhelm Zincgref, также Zinkgref или в латинизированной форме Zengravius; 3 июня 1591, Гейдельберг — 12 ноября 1635, Санкт-Гоар, Рейн-Хунсрюк) — немецкий поэт и писатель.
Изучал юридические науки в Гейдельберге; много путешествовал по Швейцарии, Франции, Англии и Нидерландам. Из его немногочисленных стихотворных произведений самое лучшее — «Eine Vermanung zur Dapferkeit» или «Soldatenlob» — вольное подражание Тиртею (первоначально появилось в печати в качестве приложения к сборнику стихов М. Опица (Страсбург, 1624). Главный литературный труд Цинкгрефа: «Der Teutschen scharpsinnige kluge Sprüch, Apophthegmata genant» (Страсбург, 1626—31) — сборник пословиц, весьма ценный для изучении истории немецких нравов.